# Lucian Burchel

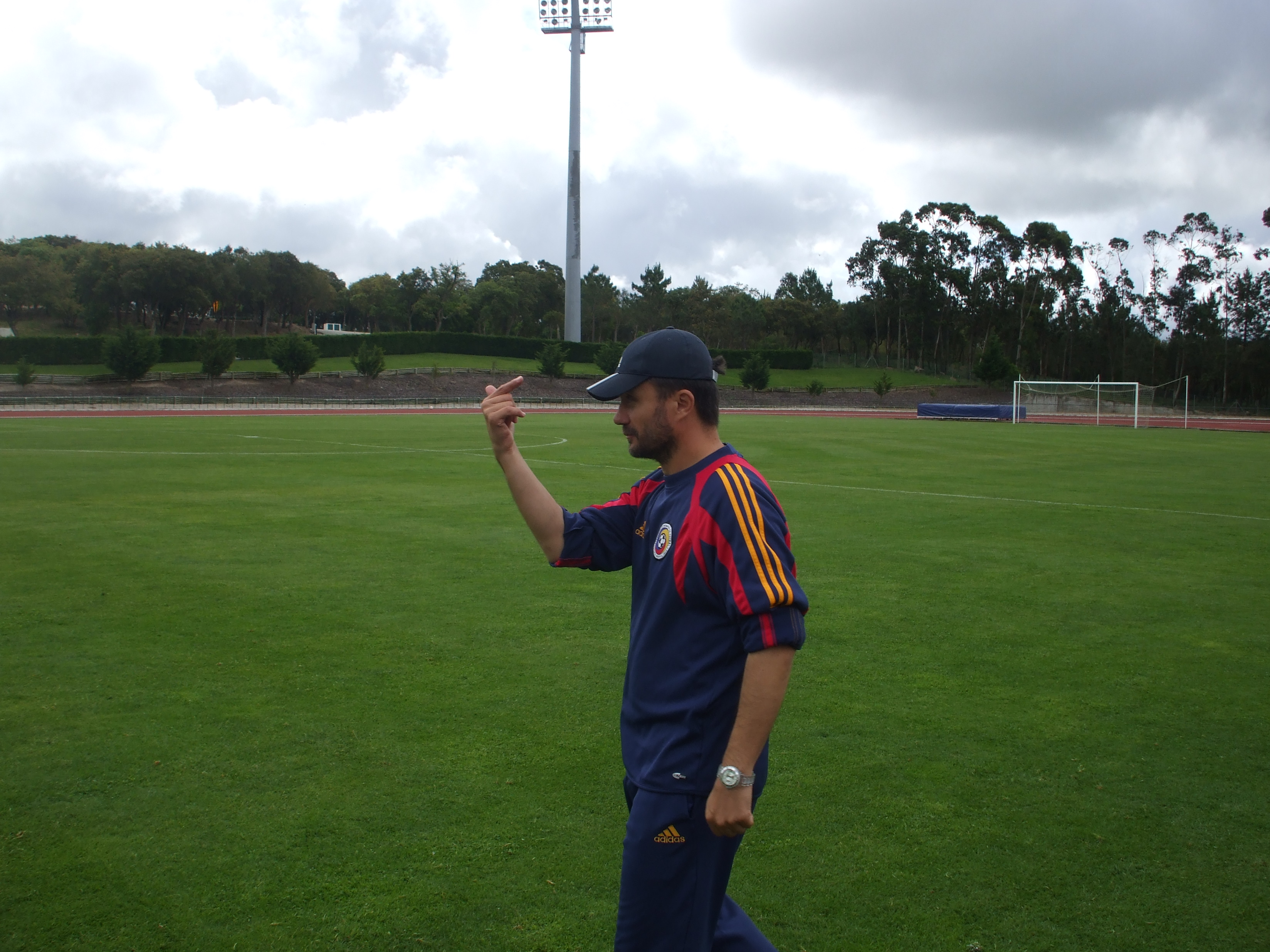
Lucian Burchel, director tehnic la „Academia de Fotbal Gheorghe Hagi”.

Lucian-Ovidiu Burchel (n. 20 aprilie 1964, Lupeni, județul Hunedoara) este un fost fotbalist român, care a jucat pe postul de atacant pentru echipe precum Sportul Studențesc și Inter Sibiu. În prezent ocupă funcția de director tehnic la „Academia de Fotbal Gheorghe Hagi” din Constanța.

## Studii
Lucian-Ovidiu Burchel a absolvit Universitatea Națională de Educație Fizică și Sport, București, 1989, ca profesor de educație fizică și sport și antrenor de fotbal, antrenor de fotbal cu carnet de categoria a lll- a.
În 2012, a trecut cu succes  examenul pentru obținerea titlului de „Doctor in Educație Fizică și Sport”, I.O.D UNEFS București.
Din anul 2003 profesează ca Asistent și apoi Lector Universitar la „Universitatea Lucian Blaga din Sibiu”.

## Funcția de antrenor și specializări

### Licențe
- A UEFA, 2006
- Pro UEFA, 2008
- Lector Școala Federală de Antrenori din România

### Specializări ca antrenor
- UEFA- Lisabona, 2008
- UEFA – Coverciano, 2009
- UEFA – Koln, 2009
- UEFA – Clairefontaine, 2010
- UEFA – Madrid, 2012
- UEFA – Moscova, 2013

## Cariera

### Jucător

#### Echipe naționale
- Echipa națională A:      2 meciuri
- Echipa națională B:      8 meciuri
- U 21:                             11 meciuri
- U 18:                             20 meciuri

#### Cluburi
- Liga I România (1982-1992 Sportul Studențesc, 1989-1992 F.C. INTER Sibiu):160 meciuri, 27 goluri
- Liga II România (1980-1981 Minerul Lupeni, Minaur Zlatna):           25 meciuri, 4 goluri
- LUCEAFĂRUL București: 1981-1982;                                                  25 meciuri, 12 goluri
- Liga I Ungaria(1992-1993 Nyreghihaza FC):                                       16 meciuri, 2 goluri
- Liga II Elveția (1993-1994, F. C. Monthey ):                                        20 meciuri, 2 goluri
- Cupa UEFA  (1985-1988, Sportul Studențesc):                                    8 meciuri, 0 goluri
- Cupa Balcanică: câștigător cu FC INTER Sibiu, 1991

### Antrenor

#### Cluburi
- Profesor/ antrenor titular (1991 – 2003):    CSS Șoimii Sibiu
- Antrenor secund L. II (2005 – 2006):            F. C. Sibiu
- Antrenor principal L. III (2005 – 2006):        F .C. Sibiu
- Antrenor federal U15 /  U19 (2007 – 2011): Federația Română de Fotbal- 65 meciuri internaționale conduse
- Director tehnic (2009 – 2010 și 2011 – prezent): „Academia de Fotbal Gheorghe Hagi”